# Circuito internazionale di Lihpao
Il Circuito Internazionale di Lihpao (Cinese tradizionale: 麗寶國際賽車場, Cinese semplificato: 丽宝国际赛车场; Pinyin: lìbǎo guójì sàichēchǎng) è un tracciato automobilistico situato nel distretto di Houli, nella periferia di Taichung City, Taiwan.
La struttura è stata completata nel novembre 2018.

## Costruzione
Il progetto di costruzione fu presentato nel 2015 dalla Yue-Mei International Development Corp, con l'intenzione di svolgere quattro eventi internazionali, tra cui una gara di Formula 3 e cinquanta eventi privati all'anno. Il tracciato sarebbe stato costruito attorno al pre-esistente tracciato di kart.
I lavori di costruzione iniziarono ad agosto 2017, in partnership con Audi, e furono completati a novembre dell'anno successivo.
Il tracciato ha ricevuto la certificazione FIA Grade 2.

## Strutture
Oltre alla configurazione completa, il tracciato comprende tre ulteriori configurazioni, "Tuono, "Aria" e "Fuoco", rispettivamente lunghe 600, 2000, e 1100 metri, con la possibilità di essere usate contemporaneamente per eventi diversi.
L'impianto è inoltre dotato di moderne strutture di race control, garage per ospitare 34 scuderie, un'area VIP ed un edificio d'ingresso completo di area di esposizione e simulatori a realtà virtuale.